# Live from the Inside
Albums de Shinedown
The Sound of Madness (deluxe)
(2008)
Live from the Inside est le premier album live du groupe Shinedown sorti en 2005.

## Liste des chansons
| No  | Titre                              | Durée |
| --- | ---------------------------------- | ----- |
| 1.  | Intro                              |       |
| 2.  | In Memory                          |       |
| 3.  | Stranger Inside                    |       |
| 4.  | Fly from the Inside                |       |
| 5.  | Better Version                     |       |
| 6.  | Burning Bright                     |       |
| 7.  | Crying Out                         |       |
| 8.  | Lost in the Crowd                  |       |
| 9.  | No More Love                       |       |
| 10. | Simple Man                         |       |
| 11. | 45                                 |       |
| 12. | Left Out                           |       |
| 13. | Band Interview                     |       |
| 14. | Simple Man (Version vidéo musique) |       |
| 15. | 45 (Version vidéo musique)         |       |